# Brotherhood: Final Fantasy XV
Brotherhood: Final Fantasy XV (ブラザーフッド ファイナルファンタジーXV?, Burazāfuddo: Fainaru Fantajī Fifutīn) è un original net anime creato dallo studio A-1 Pictures, diretto da Soichi Masui, prodotto da Akio Ofuji e scritto da Yuniko Ayana. Nato da una coproduzione da parte di Square Enix e A-1 Pictures, è basato sulla storia e ambientazione del videogioco del 2016 Final Fantasy XV, a sua volta connesso ai temi della serie Fabula Nova Crystallis Final Fantasy. Brotherhood è ambientato all'interno dell'universo di Final Fantasy XV e narra le vicende del protagonista Noctis Lucis Caelum e dei personaggi a lui più vicini durante gli eventi antecedenti alla storia del gioco.
Brotherhood è stato realizzato come parte di progetto multimediale per espandere l'universo di Final Fantasy XV, senza il bisogno di creare una serie di videogiochi. La serie è stata concepita da Ofuji nel 2014, a partire dalla sua intenzione di espandere i riferimenti all'infanzia difficile di uno dei personaggi inseriti all'interno di un gioco. La storia è incentrata sui temi dell'amicizia e della fratellanza, ed è stata ideata con l'intento di dare ai giocatori un assaggio delle personalità dei personaggi e delle loro vicende personali, le quali non avrebbero avuto spazio all'interno del gioco.
La serie è composta da cinque episodi, che sono stati pubblicati gratuitamente dal 30 marzo 2016 al 17 settembre 2016 attraverso le piattaforme di streaming YouTube e Crunchyroll, tramite i canali ufficiali di Final Fantasy XV. La serie è stata inclusa in bundle con diverse edizione di Final Fantasy XV, insieme al film spin-off in computer grafica Kingsglaive: Final Fantasy XV. La Ultimate Collector's Edition di Final Fantasy XV contiene delle scene aggiuntive incentrate sul personaggio di Lunafreya Nox Fleuret. Gli episodi di Brotherhood sono divenuti tra i video più popolari dei canali YouTube ufficiali del gioco ed hanno ricevuto opinioni generalmente positive.

## Trama
Brotherhood è ambientato nel mondo di Eos, simile alla nostra Terra, e le sue vicende hanno luogo immediatamente prima degli eventi di Final Fantasy XV. Il regno di Lucis, protettore dell'ultimo cristallo magico esistente, è da molti anni in guerra con l'impero tecnologicamente avanzato di Niflheim, il quale ha conquistato gran parte del mondo conosciuto. Dopo molti anni di conflitto, viene stipulato una pace tra Lucis e Niflheim. Come parte del trattato di pace, Noctis Lucis Caelum — figlio di Re Regis ed erede al trono di Lucis — dovrà sposare Lunafreya Nox Fleuret, in precedenza principessa del regno di Tenebrae ed ora ostaggio di Niflheim. Noctis parte quindi verso Altissia, dove si trova la principessa, insieme ai suoi fidati compagni e amici: Gladiolus Amicitia, Prompto Argentum e Ignis Scientia. Durante il loro viaggio, Niflheim infrange il trattato di pace ed invade Lucis, rubando il cristallo ed uccidendo Regis. Noctis si trova quindi costretto ad affrontare un viaggio ben più duro, per reclamare il suo trono e sconfiggere l'impero di Niflheim.

## Distribuzione
Brotherhood è stato annunciato per la prima volta il 30 marzo 2016, durante "Uncovered: Final Fantasy XV", un evento mediatico dedicato al gioco principale; il primo episodio è stato distribuito immediatamente dopo la fine dell'evento. Ogni episodio è stato poi pubblicato online gratuitamente attraverso il canale YouTube ufficiale di Final Fantasy XV e la serie si è conclusa con la pubblicazione del quinto episodio, il 17 settembre 2016. Gli episodi sono stati distribuiti in streaming attraverso il servizio online Crunchyroll. Ogni episodio ha una lunghezza approssimativa che varia dai dieci ai quindici minuti. Tale formato è stato preferito rispetto alla tradizionale lunghezza di 23 minuti per poter raccontare le storie dei personaggi senza il rischio di annoiare gli spettatori. Tutti gli episodi di Brotherhood sono stati inclusi all'interno della Ultimate Collector's Edition di Final Fantasy XV in formato Blu-ray. La serie è inoltre inclusa nella "Final Fantasy XV Film Collection", un cofanetto contenente Final Fantasy XV e Kingsglaive: Final Fantasy XV. Tra i contenuti della Ultimate Collector's Edition sono state incluse anche delle scene aggiuntive con il personaggio di Lunafreya. L'intera serie è stata trasmessa integralmente in un episodio di 30 minuti da parte dell'emittente televisiva giapponese Tokyo MX il 30 settembre 2016. I cinque episodi sono stati inoltre trasmessi sul sito web di video sharing Niconico durante una diretta streaming il 28 novembre 2016, il gioco precedente all'uscita internazionale di Final Fantasy XV. La serie è stata pensata per consistere di soli cinque episodi, ma Ofuji ha dichiarato che, a seconda dell'accoglienza da parte del pubblico, avrebbe potuto produrre degli episodi aggiuntivi.

### Episodi
| Nº | Titolo italiano | In onda           | In onda |
| Nº | Titolo italiano | Giapponese        |         |
| 1  | Before the Storm | 30 marzo 2016     |         |
| 1  | Noctis, erede al trono di Insomnia, è partito per un viaggio verso Altissia insieme ai suoi amici nel tentativo di incontrare Lunafreya, la sua promessa sposa, ma nel tragitto scopre dell'attacco avvenuto contro Insomnia, capitale di Lucis e sua città natale, e deve scontrarsi contro le truppe magitek dell'impero di Niflheim. Il ragazzo riporta alla mente un episodio della sua infanzia, nel quale un attacco di un Daemon lo lasciò gravemente ferito: alla fine dell'episodio, Noctis si imbatte nuovamente nello stesso Daemon quando si trova a fronteggiare l'ennesimo squadrone d'attacco di Niflheim. |                   |         |
| 2  | Dogged Runner | 14 giugno 2016    |         |
| 2  | Prompto ferma l'auto del gruppo per soccorrere un cucciolo di cane ferito lungo la strada, e la storia ritorna al passato della vita del ragazzo. Prompto era un bambino inizialmente timido e sovrappeso, studente della scuola frequentata da Noctis, e il suo fortuito incontro e soccorso di uno dei cuccioli di Lunafreya fece sì che la bambina chiese a Prompto di essere amico di Noctis, anch'egli introverso e solitario. Prompto decise quindi di impegnarsi per poter diventare amico di Noctis, perdendo peso e diventando un ragazzo magro e sicuro di sé. Una volta arrivati i tempi del liceo, Prompto trovò la forza di volontà di presentarsi a Noctis, il quale però si ricordava di lui già dal loro primo incontro e accettò quindi di essere suo amico. |                   |         |
| 3  | Sword and Shield | 7 luglio 2016     |         |
| 3  | Il passato di Gladiolus viene mostrato in occasione di una sfida amichevole tra Noctis e il suo amico durante l'incontro con un mostro. Gladiolus, destinato ad essere "scudo del re" e protettore di Noctis, vedeva inizialmente il ragazzo come un bambino viziato ed egocentrico, ma le sue opinioni su di lui cambiarono drasticamente quando Noctis aiutò la sorella di Gladiolus, Iris, in pericolo dopo essere uscita dai confini della Cittadella insieme al ragazzo, assumendosi la colpa per le azioni avventate di quest'ultima. Gladiolus e Noctis formarono quindi un forte legame, che divenne infine un'indissolubile amicizia. |                   |         |
| 4  | Bittersweet Memories | 17 agosto 2016    |         |
| 4  | Le origini dell'amicizia tra Noctis e Ignis vengono rivelate durante la permanenza del gruppo nella città di Lestallum, durante la quale Ignis cerca di preparare il dolce preferito di Noctis. Tempo addietro, infatti, il padre di Noctis e re di Insomnia, Regis, avvertendo le forze abbandonarlo con l'avanzare degli anni e sentendo di non poter tenere alte le difese di Insomnia ancora a lungo, aveva affidato a Ignis le cure del figlio. Inizialmente un bambino spensierato, Noctis iniziò a diventare più ansioso quando si accorse di come stesse peggiorando la salute del padre, e litigò con Ignis durante una discussione sul proprio futuro come re. Alla fine, tuttavia, Noctis e Ignis si riconciliarono, sviluppando una profonda amicizia.            |                   |         |
| 5  | The Warmth of Light | 17 settembre 2016 |         |
| 5  | L'episodio si apre da dove il primo si era concluso, con Noctis che si scaglia contro il Daemon che lo aveva attaccato quando era piccolo. Noctis attacca il Daemon da solo, ma ha momentaneamente la peggio — durante il combattimento, Noctis si ricorda ogni momento dell'attacco subito in passato, incluso il fatto che il padre era solo riuscito a scacciare il Daemon. Noctis trova una nuova determinazione nell'esplorare i suoi ricordi, e riesce finalmente ad uccidere il Daemon con l'aiuto dei suoi compagni. I quattro amici quindi riprendono il loro viaggio verso Altissia. |                   |         |